# نهائي كأس إسبانيا 1956
```
نهائي كأس إسبانيا 1956
  هو النهائي الرابع والخمسين . لعبت المباراة النهائية في 
 استاد تشامارتن
 في 
مدريد
 ، في 24 جوان 1956 ، وفاز بها 
أتلتيك بيلباو
 بعد تغلبه على 
أتلتيكو مدريد
 2-1 بعد 
وقت إضافي
.
```